# أولاد اجميل (اخميسات الشاوية)
أولاد اجميل هي إحدى مشيخات المملكة المغربية، تتبع جغرافيا لإقليم سطات وإداريًا لاخميسات الشاوية. يقدر عدد سكانها بـ 3299 نسمة حسب الإحصاء الرسمي للسكان والسكنى لسنة 2004.